# Metro Ligero Oeste
Metro Ligero Oeste S.A.  (también conocido como Metro Ligero Oeste o  MLO) es una concesión de transporte público otorgado por la Comunidad de Madrid que desde julio de 2007 conecta los municipios de Boadilla del Monte, Alcorcón, Pozuelo de Alarcón y Madrid a la red de Metro, Cercanías y Autobuses Urbanos e Interurbanos que coordina el Consorcio Regional de Transportes de Madrid (CRTM). 

## Accionariado
El accionariado principal de MetroLigero Oeste S.A. lo componen las empresas Aberdeen Asset Management con un 56,7 %, Aleatica con el 23,3 % y Queenspoint con el 20 %.

## Gestión
La empresa es la operadora de las dos líneas de metro ligero de la zona oeste,  (ML-2 y ML-3) y se inauguró el 27 de julio de 2007.
Por un lado, ML2 que une la Línea 10 de Metro de Madrid al municipio de Pozuelo de Alarcón, tiene 13 paradas desde Colonia Jardín a la Estación de Aravaca y una longitud de 8,7 kilómetros. Por otro, ML3, que discurre entre Colonia Jardín y el municipio madrileño de Boadilla del Monte, dispone de 16 estaciones y una longitud total de 13,53 kilómetros. La red completa de MLO consta de dos líneas con una longitud total de más de 22 kilómetros, 28 paradas y una flota de 27 vehículos.
Sus principales características son:
- La conducción de los vehículos se realiza totalmente en marcha a la vista.
- La mayor parte del trazado de las líneas discurre en superficie, con pocos tramos soterrados.
- Los conductores de los vehículos están formados para la conducción de Citadis de Alstom pero no para la conducción de otros trenes.
- Todos los vehículos y estaciones están dotados de servicio WIFI.
- Los transbordos entre las dos líneas de la concesión (ML-2 y ML-3) no son gratuitos.
- Las estaciones carecen de personal excepto en los terminales, tan solo poseen máquinas autoventa que expiden todo tipo de billetes: sencillos, bonos de "10 viajes MLO", sencillos combinados y bonos de "10 viajes combinados", además de permitir la recarga de la nueva Tarjeta de Transporte Público del CRTM.
- Salvo en Colonia Jardín y en Aravaca, los billetes deben ser validados en el interior de los Citadis.

## Futuro
A 2025, no existe ningún plan oficial para expandir las líneas existentes o crear otras nuevas. Sin embargo, las líneas ML-2 y ML-3 tienen algunas estaciones pendientes de apertura, debido a la escasa demanda y urbanización de las zonas establecidas.